# Megarafonus parvus
Megarafonus parvus är en skalbaggsart som beskrevs av Schuster och Marsh 1958. Megarafonus parvus ingår i släktet Megarafonus och familjen kortvingar. Inga underarter finns listade i Catalogue of Life.